# Système de propulsion Pieper

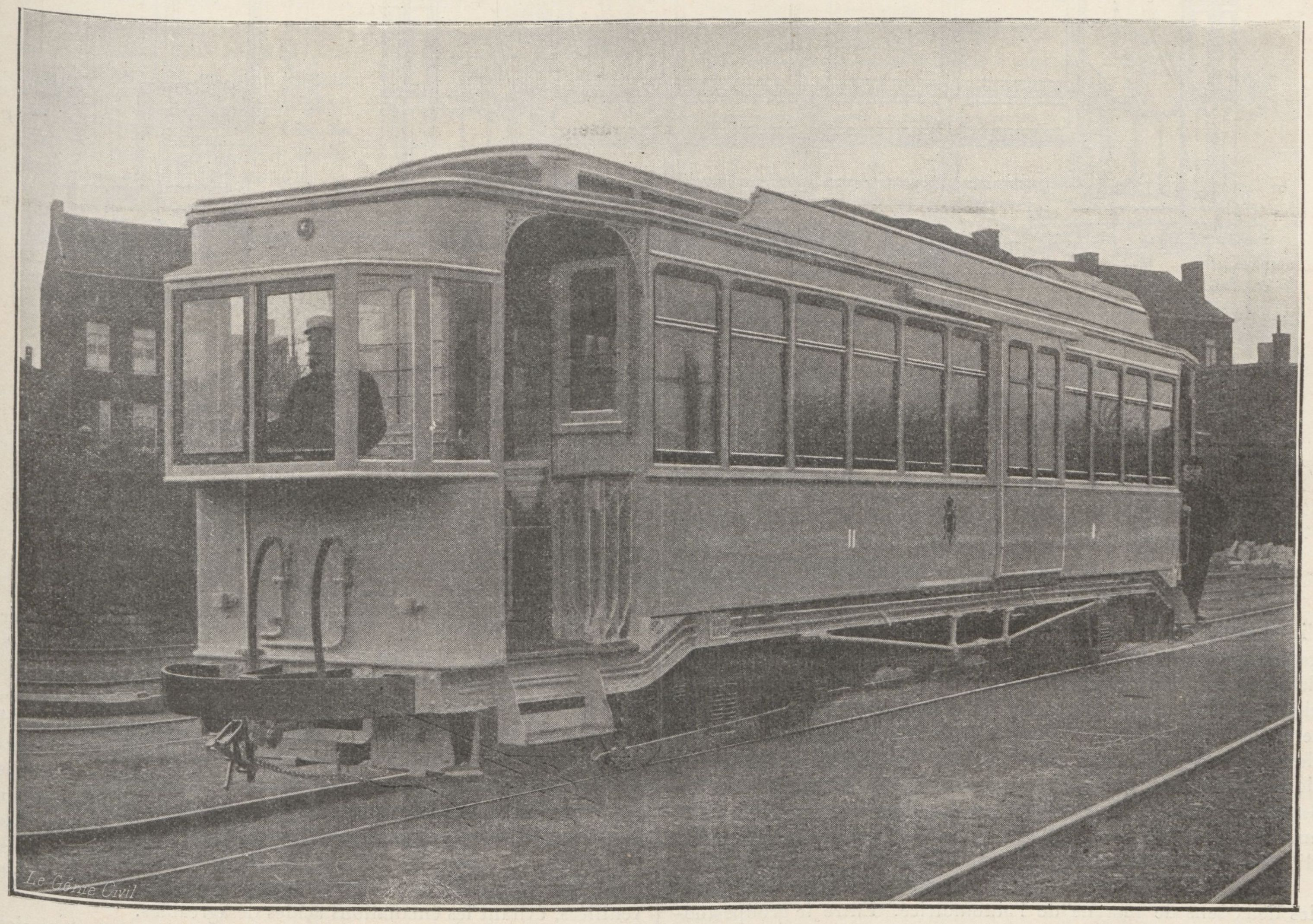
Automotrice système Pieper de la Société nationale des chemins de fer vicinaux (SNCV) en Belgique.

Le système de propulsion Pieper plus communément appelé système Henri Pieper est un système de propulsion hybride électrique (benzol et électrique sur batteries) à transmission électromécanique pour l'automobile et le ferroviaire conçu par Henri Pieper au début du XXe siècle.

## Histoire

### Origines
À la fin des années 1800, l'ingénieur belge Henri Pieper souhaite créer un nouveau système de propulsion pour l'automobile et le ferroviaire, s'émancipant des lacunes des transmissions alors communément employées :
- le système de propulsion à transmission mécanique : moteur à combustion interne (MCI) + boite de vitesses n'en est encore qu'à ses débuts, dans certains cas (pour des véhicules très légers) celui-ci s'affranchit même de la boite de vitesses mais le rendement est très faible et variable ;
- le système de propulsion à transmission électrique : groupe électrogène (moteur à combustion interne et dynamo) + moteur(s) électrique(s) de traction est d'une conception simple, mais lourde et d'une consommation en carburant élevée par la présence d'une dynamo et d'un ou plusieurs moteurs de traction en plus du MCI. Par ailleurs ces véhicules ne sont généralement pas équipés du freinage régénératif, l'énergie récupérée au freinage est perdue et le moteur à combustion interne de la génératrice qui ne peut être épaulé par l'énergie récupérée au freinage doit être dimensionné pour l'effort maximum attendu.

### Le premier système Pieper

#### Conception

Principe de fonctionnement du système Pieper sur les automotrices ferroviaires (CGB et SNCV) :
1. Moteur à combustion interne (MCI)
2. Moteur électrique
3. Embrayages
4. batterie d'accumulateurs
5. Bogies
6. Essieu non moteur
7. Essieu moteur

Pieper décide pour son système d'utiliser une transmission électromécanique, ou transmission électro-tamponnée : un moteur à combustion interne et moteur électrique sont tous deux placés sur un même arbre moteur et entrainent directement le(s) essieu(s) en écartant dans son cas l'utilisation d'une boite de vitesses. Le moteur à combustion interne est d'une taille et poids plus faible que pour un véhicule identique à transmission mécanique car son dimensionnement n'est plus calculé pour la puissance maximale à fournir comme c'est le cas pour une transmission mécanique mais pour une puissance moyenne. C'est en effet le moteur électrique qui épaule le moteur à combustion interne lors des démarrages, accélérations, montées ou lors d'un effort particulier comme la traction de remorques en ferroviaire. Pour alimenter ce moteur électrique, Pieper rajoute des batteries qui se rechargent grâce à ce dernier qui agit comme générateur lors des freinages et ponctuellement grâce au moteur à combustion interne fonctionnant comme un groupe électrogène.

#### Efficacité
Les véhicules ainsi équipés sont plus lourds que les véhicules à transmission mécanique qui sont cependant moins fiables et puissants, cependant ils sont moins lourds et plus économes en carburant que les véhicules à transmission électrique, ces derniers ayant un poids supérieur et n'étant généralement pas équipés du freinage régénératif.